# Nefritová brána
Nefritová brána (čínsky v českém přepisu Jü-men kuan, pchin-jinem Yùmén Guān, znaky zjednodušené 玉门关, tradiční 玉門關; česky doslova průsmyk nefritové brány) je horský průsmyk v provincii Kan-su v Čínské lidové republice. Je 1130 metrů vysoký a leží přibližně osmdesát kilometrů severozápadně od Tun-chuangu. Je jedním z historických dopravních spojení mezi Čínou a Střední Asií, například jím vedla Hedvábná stezka.
Průsmyk spolu se zdejšími zbytky Velké čínské zdi je od roku 1988 na seznamu památek Čínské lidové republiky a od roku 2014 je součástí památky UNESCO zvané Hedvábná stezka: síť cest v koridoru Čchang-an – Ťan-šan.